# Кірхгайм-ам-Неккар
Кірхгайм-ам-Неккар (нім. Kirchheim am Neckar) — громада в Німеччині, знаходиться в землі Баден-Вюртемберг. Підпорядковується адміністративному округу Штутгарт. Входить до складу району Людвігсбург.
Площа — 8,53 км2. Населення становить 6127 ос. (станом на 31 грудня 2020).